# Huang Zhihong
Huang Zhihong (chiń. upr. 黄志红; chiń. trad. 黃志紅; pinyin Huáng Zhìhóng; ur. 7 maja 1965 w Lanxi) – chińska lekkoatletka specjalizująca się w pchnięciu kulą, dwukrotna uczestniczka letnich igrzysk olimpijskich (Seul 1988, Barcelona 1992), wicemistrzyni olimpijska z Barcelony, dwukrotna mistrzyni świata (Tokio 1991, Stuttgart 1993). Pierwszy w historii sportowiec z Azji, który zdobył złoty medal mistrzostw świata w lekkiej atletyce.

## Sukcesy sportowe
- mistrzyni Chińskiej Republiki Ludowej w pchnięciu kulą – 1988, 1989, 1990, 1991, 1992[1]
- rekordzistka kraju (21,28 w 1988; wynik ten już tego samego dnia poprawiła Li Meisu)[2]

| Rok  | Miasto       | Zawody                    | Wynik         |
| ---- | ------------ | ------------------------- | ------------- |
| 1986 | Seul         | igrzyska azjatyckie       | złoty medal   |
| 1987 | Rzym         | mistrzostwa świata        | 11. miejsce   |
| 1988 | Seul         | igrzyska olimpijskie      | 8. miejsce    |
| 1989 | Budapeszt    | halowe mistrzostwa świata | srebrny medal |
| 1989 | Duisburg     | uniwersjada               | złoty medal   |
| 1989 | Barcelona    | puchar świata             | 1. miejsce    |
| 1989 | Nowe Delhi   | mistrzostwa Azji          | złoty medal   |
| 1990 | Seattle      | igrzyska Dobrej Woli      | srebrny medal |
| 1990 | Pekin        | igrzyska azjatyckie       | srebrny medal |
| 1991 | Sewilla      | halowe mistrzostwa świata | srebrny medal |
| 1991 | Tokio        | mistrzostwa świata        | złoty medal   |
| 1991 | Barcelona    | finał Grand Prix IAAF     | 1. miejsce    |
| 1991 | Kuala Lumpur | mistrzostwa Azji          | złoty medal   |
| 1992 | Barcelona    | igrzyska olimpijskie      | srebrny medal |
| 1993 | Stuttgart    | mistrzostwa świata        | złoty medal   |
| 1994 | Londyn       | puchar świata             | 1. miejsce    |
| 1995 | Göteborg     | mistrzostwa świata        | srebrny medal |
| 1995 | Monte Carlo  | finał Grand Prix IAAF     | 3. miejsce    |
| 1997 | Ateny        | mistrzostwa świata        | 4. miejsce    |
| 1997 | Paryż        | halowe mistrzostwa świata | 5. miejsce    |

## Rekordy życiowe
- pchnięcie kulą – 21,52 – Pekin 27/06/1990
- pchnięcie kulą (hala) – 20,33 – Sewilla 10/03/1991